# Festspillene i Salzburg
Festspillene i Salzburg (tysk: Salzburger Festspiele) er en kulturfestival, der afholdes hvert år i juli og august i Salzburg i Østrig. De første festspil blev afholdt i 1920, hvor uropførelsen af Hugo von Hofmannsthals Jedermann på Domplatz den 22. august 1920 markerede grundlæggelsen af festspillene. Som forløber for festivalen afholdtes fra 1877 "Internationale Musikfest in Salzburg".
Ved siden af de egentlige festspil arrangeres særlige festspil i pinsen og påsken; dette blev indført af Herbert von Karajan. Pinsefestspillene er efter Karajans død er tilegnet barokmusik.